# مصرف شنقيط
مصرف شنقيط, تأسس في أواخر سنة 1972 في موريتانيا لغرض توثيق الصِلات الاقتصادية بين ليبيا و موريتانيا ليكون من أوائل المصارف الاستثمارية في موريتانيا، ومثل معلمة بارزة من معالم الاقتصاد الموريتاني حيث ساهم في اتخاذ قرارات اقتصادية مثل إنشاء العملة المحلية الموريتانية وتأميم شركات التعدين وساهم بذلك بفاعلية في تعزيز الاستقلال السياسي والاقتصادي للبلاد.
وقد قام المصرف وبدعم من (المصرف الليبي الخارجي) بدور رئيسي لدعم الاقتصاد الموريتاني من خلال الاستمرار في منح وزيادة التسهيلات الائتمانية التي تحتاجها القطاعات الاقتصادية وفتح الاعتمادات وتنفيذ التحويلات للنهوض بالاقتصاد وبذلك شكل ركناً هاماً من أركان الاقتصاد الوطني الموريتاني. ويبلغ رأسمال المصرف حالياً مبلغ 6,000,000,000 (ستة مليارات أوقية) 71.42% للجانب الليبي و28.58% للجانب الموريتاني.

## وصلات خارجية
مصرف شنقيط - موريتانيا
المصرف الليبي الخارجي